# Конічна поверхня

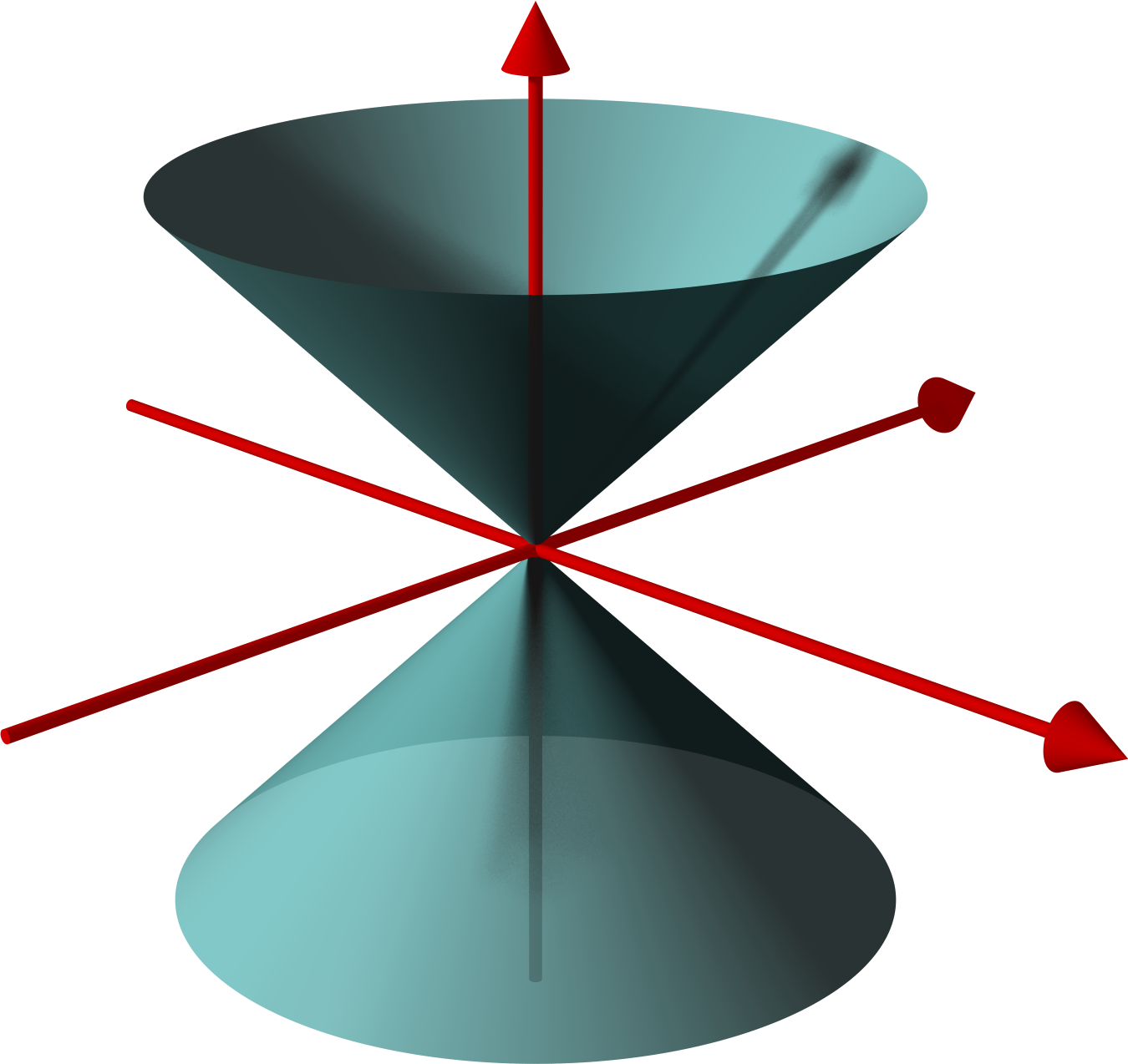
Пряма колова конічна поверхня

Коні́чна пове́рхня — поверхня другого порядку, геометричне місце прямих (твірних), що проходять через дану точку (вершину) і перетинають дану лінію — напрямну.

## Загальні положення
Якщо напрямна — пряма, то конічна поверхня вироджується в площину. Якщо вершина віддаляється в нескінченність, утворюється циліндрична поверхня. Найпростішою і найпоширенішою конічною поверхнею є пряма колова конічна поверхня, напрямною якої є коло, а вершина ортогонально проектується на площину цього кола в його центр. Якщо пряму колову конічну поверхню перетнути площиною, що не проходить через її вершину, то утворюються конічні перерізи.
Конусна поверхня є лінійчатою поверхнею, будь-який кусок якої можна без розривів і складок сумістити з площиною.

## Аналітичний опис
В аналітичній геометрії або залежно від контексту конічну поверхню часто називають конусом. Канонічне рівняння еліптичної конічної поверхні (дійсного конуса) в декартових координатах
{\displaystyle {\frac {x^{2}}{a^{2}}}+{\frac {y^{2}}{b^{2}}}-{\frac {z^{2}}{c^{2}}}=0},
яка для випадку {\displaystyle {a^{2}}={b^{2}}} перетворюється у колову конічну поверхню.